# NGC 4645
NGC 4645 is een elliptisch sterrenstelsel in het sterrenbeeld Centaur. Het hemelobject werd op 8 juni 1834 ontdekt door de Britse astronoom John Herschel.

## Synoniemen
- ESO 322-66
- MCG -7-26-37
- DCL 168
- PGC 42879